# Platycerus caucasicus
Platycerus caucasicus is een keversoort uit de familie vliegende herten (Lucanidae). De wetenschappelijke naam van de soort is voor het eerst geldig gepubliceerd in 1864 door Parry. Zoals de naam zegt komt de soort voor in de Kaukasus.